# The Boondocks (band)
The Boondocks was een Nederlandstalige rockband met bakermat in het West-Vlaamse Poperinge. Rik Denys (zang, gitaar), Bart Doise (bas) en Dominiek Pattyn (drums en backing vocals) waren de drijvende krachten in de band. 
In 1991 verscheen hun eerste single Ik wacht die 14 weken in Studio Brussels afrekening stond genoteerd. In deze periode kwam gitarist Wim Delafontaine als vierde groepslid in dienst. Er volgden twee singles Taal en De weg kwijt - veel gedraaid op radio 1 - alvorens hun debuutcd Yucca in 1994 bij KOCH International verscheen. De plaat was geproduceerd door Rick de Leeuw van Tröckener Kecks. Uit Yucca waren de singles Voor nu en altijd, Memphis en Niemand frequent op Studio Brussel te horen. In 1996 verscheen Bloed en Rozen (KOCH International 1996), het tweede album van The Boondocks alweer door Rick de Leeuw geproduceerd. Uit die plaat werden twee singles getrokken: Brandhout voor de Hel en Bierkaai.
The Boondocks speelden gemiddeld zo'n veertig concerten per jaar in kleine cafés, jeugdclubs, zaaltjes en festivals overal in Vlaanderen.
In 1998 besloten the Boondocks een sabbatjaar in te lassen. De bedoeling was zoeken naar nieuwe invalshoeken om de muziek voor een breder publiek en voor zichzelf boeiender te maken.
Na rijp beraad besloot Denys in oktober 1998 the Boondocks op te doeken en een nieuw project op te starten. Met toetsenist David Poltrock die the Boondocks na de opnames van Yucca versterkte en gitarist Jeroen Vanryckeghem stortten de heren zich in een nieuw avontuur: Babel.